# Karl Aschenbrenner
Karl Aschenbrenner (* 24. Februar (nach anderer Quelle 24. Dezember) 1865 in Selčan, Böhmen; † 30. März 1955 in Wien) war ein österreichischer Bürgerschuldirektor, Maler und Illustrator.

## Leben
Nach dem Besuch der Lehrerbildungsanstalt in Budweis trat Aschenbrenner 1885 seinen Dienst als Lehrer in der Schule Kuenburggasse in Wien an. Später wurde er Direktor der Schule in der Jedleseer Deublergasse. Neben seiner Lehrtätigkeit studierte er bei Eduard Peithner von Lichtenfels Malerei (Aquarelle, Zeichnungen, Ölbilder, Radierungen). Seine Motive waren hauptsächlich Landschaften in und um Floridsdorf, aber auch in andren Teilen Österreichs (Weikartschlag, Albrechtschlag, Zillertal u. a.) und im südböhmischen Prachatice. Gemeinsam mit seinem Lehrer-Kollegen Hans Smital kann Aschenbrenner als früher Chronist Floridsdorfs gelten. Bis 1904 schrieb Smital an seiner ,Chronik der Großgemeinde Floridsdorf‘ und Aschenbrenner trug viele Illustrationen dazu bei.
Seit 1959 ist eine Gasse in Wien-Floridsdorf nach Karl Aschenbrenner benannt.

## Werke (Auswahl)
- Waldbach
- Schöpfleutnergasse
- Schwarze Lacke
- Müllerwohnhäuser an der Donau
- Baumgruppe an der Donau